# Trichonta sedata
Trichonta sedata är en tvåvingeart som beskrevs av Gagne 1981. Trichonta sedata ingår i släktet Trichonta och familjen svampmyggor.
Artens utbredningsområde är British Columbia. Inga underarter finns listade i Catalogue of Life.